# José María Cobo
José María Cobo Elosua (Somorrostro, Vizcaya, España, 18 de abril de 1937-Bilbao, Vizcaya, España, 17 de noviembre de 1991) fue un futbolista español que jugaba de portero.

## Clubes
| Club              | País   | Año       |
| ----------------- | ------ | --------- |
| S. D. Indauchu    | España | 1956-1958 |
| Sevilla F. C.     | España | 1958-1962 |
| R. C. D. Mallorca | España | 1962-1963 |
| Real Gijón        | España | 1963-1966 |
| Pontevedra C. F.  | España | 1966-1970 |